# Alegeri prezidențiale în România, 1990
Alegerile prezidențiale din România s-au desfășurat pe 20 mai 1990, dată cunoscută popular sub denumirea de Duminica Orbului. Din numărul total de 17.200.722 alegători, s-au prezentat la vot 14.826.616 (86,19%). Voturile validate au fost 14.378.693. Alegerile au fost câștigate de Ion Iliescu și de Frontul Salvării Naționale (FSN).

## Rezultate
| Candidați     | Partid                                              | Voturi     | Procente |
| ------------- | --------------------------------------------------- | ---------- | -------- |
| Ion Iliescu   | Frontul Salvării Naționale (FSN)                    | 12.232.498 | 85,07%   |
| Radu Câmpeanu | Partidul Național Liberal (PNL)                     | 1.529.188  | 10,64%   |
| Ion Rațiu     | Partidul Național Țărănesc Creștin Democrat (PNȚCD) | 617.007    | 4,29%    |
| Total         | 3                                                   | 14.378.693 | 100%     |

## Galerie

Ion Iliescu
Radu Câmpeanu
Ion Rațiu